# چاه گود (خمیر)
چاه گود، روستایی در دهستان کشار بخش مرکزی شهرستان خمیر در استان هرمزگان ایران است.

## جمعیت
بر پایه سرشماری عمومی نفوس و مسکن در سال ۱۳۹۵، جمعیت این روستا برابر با ۱۶۳ نفر (۵۰ خانوار) بوده‌است.